# مطار كوت دوبال
مطار كوت دوبال، (بالفرنسية: Le Touquet – Côte d'Opale Airport) (IATA: LTQ، ICAO: LFAT) صالة الركاب مفتوحة من الساعة 09:00 صباحاً وحتى الساعة 08:00 مساءً. يتم توفير خدمات الطائرات الخاصة إلى Le Touquet بواسطة طائرة خاصة Le Touquet، وهناك ثلاثة نواد طيران ويقدم معظمهم أيضًا دروسًا في الطيران. اثنان منهم من مدارس الهليكوبتر والنوادي.

## الموقع
يبعد 2.9 كيلومتر (1.8 ميل) من Le Touquet في فرنسا. هو على ساحل أوبال، الساحل الشمالي لفرنسا.